# Yevguéniya Lámonova
Yevguéniya Alexéyevna Lámonova –en ruso, Евгения Алексеевна Ламонова– (Kurchátov, 9 de agosto de 1983) es una deportista rusa que compitió en esgrima, especialista en la modalidad de florete.
Participó en los Juegos Olímpicos de Pekín 2008, obteniendo una medalla de oro en el torneo por equipos (junto con Viktoriya Nikishina, Aida Shanayeva y Svetlana Boiko) y el sexto lugar en la prueba individual.
Ganó tres medallas en el Campeonato Mundial de Esgrima entre los años 2003 y 2011, y ocho medallas en el Campeonato Europeo de Esgrima entre los años 2003 y 2011.

## Palmarés internacional
| Juegos Olímpicos   | Juegos Olímpicos        | Juegos Olímpicos  | Juegos Olímpicos    |
| Año                | Lugar                   | Medalla           | Prueba              |
| ------------------ | ----------------------- | ----------------- | ------------------- |
| 2008               | Pekín (China)           | Medalla de oro    | Florete por equipos |
| Campeonato Mundial |                         |                   |                     |
| Año                | Lugar                   | Medalla           | Prueba              |
| 2003               | La Habana (Cuba)        | Medalla de plata  | Florete por equipos |
| 2007               | San Petersburgo (Rusia) | Medalla de plata  | Florete por equipos |
| 2011               | Catania (Italia)        | Medalla de oro    | Florete por equipos |
| Campeonato Europeo |                         |                   |                     |
| Año                | Lugar                   | Medalla           | Prueba              |
| 2003               | Bourges (Francia)       | Medalla de bronce | Florete por equipos |
| 2004               | Copenhague (Dinamarca)  | Medalla de plata  | Florete por equipos |
| 2007               | Gante (Bélgica)         | Medalla de oro    | Florete individual  |
| 2007               | Gante (Bélgica)         | Medalla de plata  | Florete por equipos |
| 2010               | Leipzig (Alemania)      | Medalla de plata  | Florete individual  |
| 2010               | Leipzig (Alemania)      | Medalla de bronce | Florete por equipos |
| 2011               | Sheffield (Reino Unido) | Medalla de plata  | Florete por equipos |
| 2011               | Sheffield (Reino Unido) | Medalla de bronce | Florete individual  |